# Batalha de Corregidor

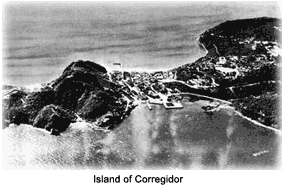
A ilha de Corregidor na entrada da Baía de Manila.

A Batalha de Corregidor foi o ponto culminante da campanha militar do Império do Japão pela conquista das Filipinas, no início do conflito no Pacífico durante a II Guerra Mundial.
Com a queda de Bataan e a rendição dos aliados filipinos e norte-americanos aos japoneses em 9 de abril de 1942, a fortaleza da Ilha de Corregidor, com sua rede de túneis subterrâneos e formidável concentração de armamentos, localizada na entrada da Baía de Manila, capital das Filipinas, tornou-se o último bastião da defesa aliada contra a invasão japonesa do país e pelo controle da baía que é o melhor porto natural do Oriente.
Na memória dos americanos, Corregidor e Bataan serão sempre sinônimos de orgulho ferido; a dor provocada pela pior derrota às armas americanas, e o orgulho pela coragem dos homens que lutaram, sofreram e morreram na primeira campanha da guerra no Pacífico.

## A fortaleza
Corregidor, com o nome oficial de Fort Mills, era a maior das quatro ilhas protegendo a embocadura da Baía de Manila de um provável ataque inimigo e foi fortificada antes da I Guerra Mundial com poderosa artilharia costeira. Com seis quilômetros de comprimento e dois de extensão, a ilha se localiza a dois quilômetros da península de Bataan. Na parte virada para a entrada da baía estavam instaladas mais de 50 peças de artilharia costeira; no meio da ilha, num pequeno platô, mais peças foram instaladas junto a acampamentos militares. A parte de trás da ilha abrigava a pequena vila civil de San Jose. Os militares americanos a chamavam costumeiramente de A Rocha ou Gibraltar do Leste, em analogia com a fortaleza britânica da entrada do Mar Mediterrâneo, entre a Europa e a África.
Sob a colina de Malinta foi construído um grande sistema de túneis, que consistia num grande túnel leste-oeste de cerca de 300 m de comprimento interligado por outros túneis menores de comprimentos e larguras variados. Num deles foi instalado um hospital de 1 000 leitos. Do lado leste do sistema de túneis havia o chamado de túnel de Malinta, que abrigava o quartel-general do comandante militar das Filipinas, General Douglas MacArthur. Reforçado com muros e chão de concreto, exaustores para a entrada de ar fresco e sistema gerador de eletricidade própria, o túnel era um escudo à prova de bombas para o hospital, o posto de comando e as lojas no interior da colina.

## O cerco
Em 29 de dezembro de 1941, os defensores da ilha sofreram o primeiro bombardeio aéreo japonês, que destruiu o hospital, e os acampamentos militares dos dois lados da ilha, o clube dos oficiais e o depósito de combustíveis da marinha. Bombardeios periódicos continuaram sobre a ilha cercada por todo o começo de 1942. Em 12 de março de 1942, com a perda de quase toda as Filipinas ao invasor, o General MacArthur abandonou Corregidor num pequeno barco patrulha em direção a Mindanao e de lá para Austrália.

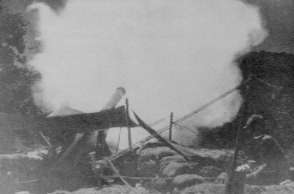
Artilharia japonesa contra Corregidor.

Durante quase quatro meses de ataques aéreos e navais, enquanto a resistência nas Filipinas se extinguia à sua volta, a guarnição de Corregidor, que consistia basicamente de marines, marinheiros americanos e soldados filipinos, agüentou a pressão do inimigo, muitas vezes infligindo graves perdas em aviões e homens aos atacantes.
Entretanto, o cerco e os bombardeios trouxeram a fome e a sede à fortaleza. Quando as bombas mataram as mulas de carga da cavalaria, os soldados retiraram suas carcaças e cozinharam a carne como alimento.A contínua falta de comida trouxe diversas doenças aos sitiados e muitos deles, raquíticos, começaram a ter problemas de visão e diversos feridos entraram em estado de demência. Sete barcos civis comandados por oficiais do exército foram enviados de Cebu, em Luzon, com mantimentos, mas apenas um deles conseguiu alcançar Corregidor.
O bombardeio naval e aéreo japonês continuou ferozmente por todo mês de abril, sendo a ilha atingida por mais de 65 toneladas de explosivos em 614 missões realizadas pelos aviões japoneses, dia e noite. Entre 28 de abril e 5 de maio, levas de aviões e canhões da artilharia de solo atirando da conquistada Bataan, a dois quilômetros de distância, prepararam o terreno para o assalto final da infantaria nipônica a Corregidor.

## A Queda

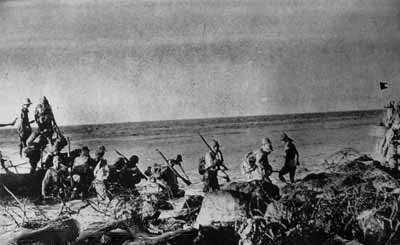
Fuzileiros navais japoneses desembarcam na ilha.

Em 5 de maio de 1942 as tropas japonesas do general Tanagushi embarcaram nas lanchas de desembarque e se dirigiram para as praias de Corregidor. Devido à forte corrente entre Bataan e a ilha, bem como ao óleo derramado por navios e aviões afundados no canal e sobre a areia das praias, os barcos tiveram grande dificuldade de atingir a ilha nos pontos estabelecidos e os primeiros lanchões, lutando contra as correntes e o óleo, foram quase todos atingidos pela artilharia dos sitiados. Entretanto, reforços trazendo morteiros pesados começaram a bombardear com obuses as defesas aliadas, que foram obrigadas a recuar das áreas de desembarque.
Um batalhão de fuzileiros japoneses conseguiu desembarcar na ilha, mas levado por correntes contrárias, desceu numa praia altamente defendida pelos marines e seus oficiais foram quase todos mortos imediatamente, causando grande confusão entre os invasores, atacados a granadas, tiros de rifle e metralhadoras. Os sobreviventes, entretanto, conseguiram entrar na ilha até fazer contato com forças desembarcadas em uma área próxima. Este grupo de soldados tomou a primeira bateria de canhões de Corregidor, na madrugada de 6 de maio.
Durante a madrugada, os americanos fizeram contra-ataques e a escuridão presenciou combates cara a cara com o uso de baionetas. O armamento mais moderno e pesado dos atacantes, apoiados por morteiros de alta eficiência contra granadas da I Guerra Mundial usadas pelos defensores, decidiu a vantagem para os japoneses. As 9 horas da manhã as últimas esperanças de Corregidor acabaram quando tanques japoneses conseguiram desembarcar e entrar em ação. 

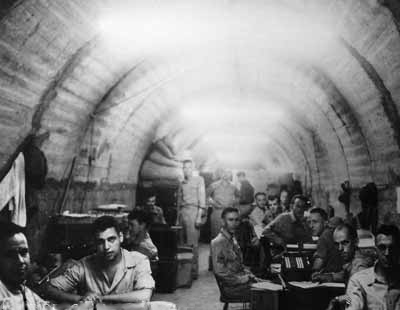
Túnel de Malinta.

Os defensores fugiram das ruínas de concreto das baterias sob fogo de artilharia para o túnel de Malinta, então ocupado por feridos, doentes, médicos, enfermeiras e soldados sobreviventes. Preocupado com a situação de mais de mil pessoas acolhidas nesse túnel, caso os japoneses o tomassem sem rendição, temendo um novo desembarque japonês em massa e vendo que a derrota dos defensores de Corregidor era apenas uma questão de tempo, o comandante da fortaleza, General Jonathan Wainwright, decidiu trocar mais um dia de liberdade pelas milhares de vidas que ainda podiam se perder em Corregidor.

Num telegrama enviado ao Presidente Roosevelt, o general comunicava o fim da resistência americana dizendo "Existe um limite para a resistência humana, e este ponto já foi atingido há muito tempo".

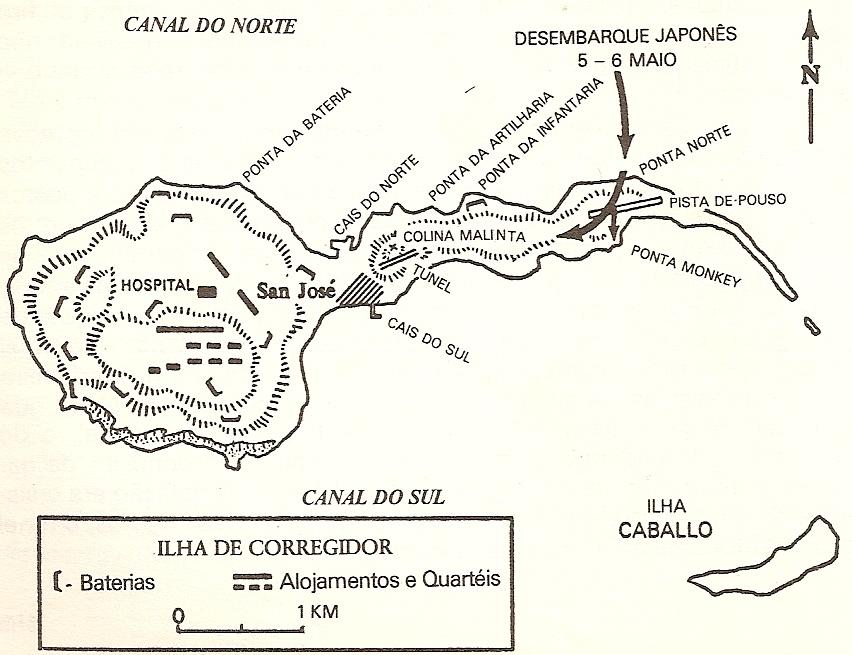
Corregidor

"...Executar Pontiac, executar Pontiac". Trata-se da palavra código definido pela Marinha para o caso de capitulação. Ao ser emitida esta ordem, os fuzileiros sabiam que só restaria a rendição. O soldado Strobing, definiu muito bem o que se passou nas últimas horas na "pedra" em uma mensagem enviada ao Estado Maior.
"...Só se passaram 55 minutos e sinto meu estômago embrulhado. sinto-me realmente arrasado. Agora, eles estão quebrando os fuzis. A cada minuto trazem mais feridos. Esperamos ajuda de vocês que nos ouvem. Acho que isto é tudo o que podemos fazer. Wainwright é um ótimo sujeito e gostaríamos de continuar por causa dele, mas as granadas caíram a noite inteira, pior que o inferno. A destruição é imensa. Existem pilhas de feridos dentro do nosso túnel, todo mundo grita. Agora sei como se sente um rato apanhado na ratoeira, esperando que alguém chegue para acabar com ele...".
Os oficias norte-americanos queimaram as bandeiras de suas unidades e a bandeira nacional, para evitar que caíssem em mãos japonesas, e as 13h:30 de 6 de maio de 1942, o general Wainwright rendeu a fortaleza de Corregidor aos atacantes.

## O fim

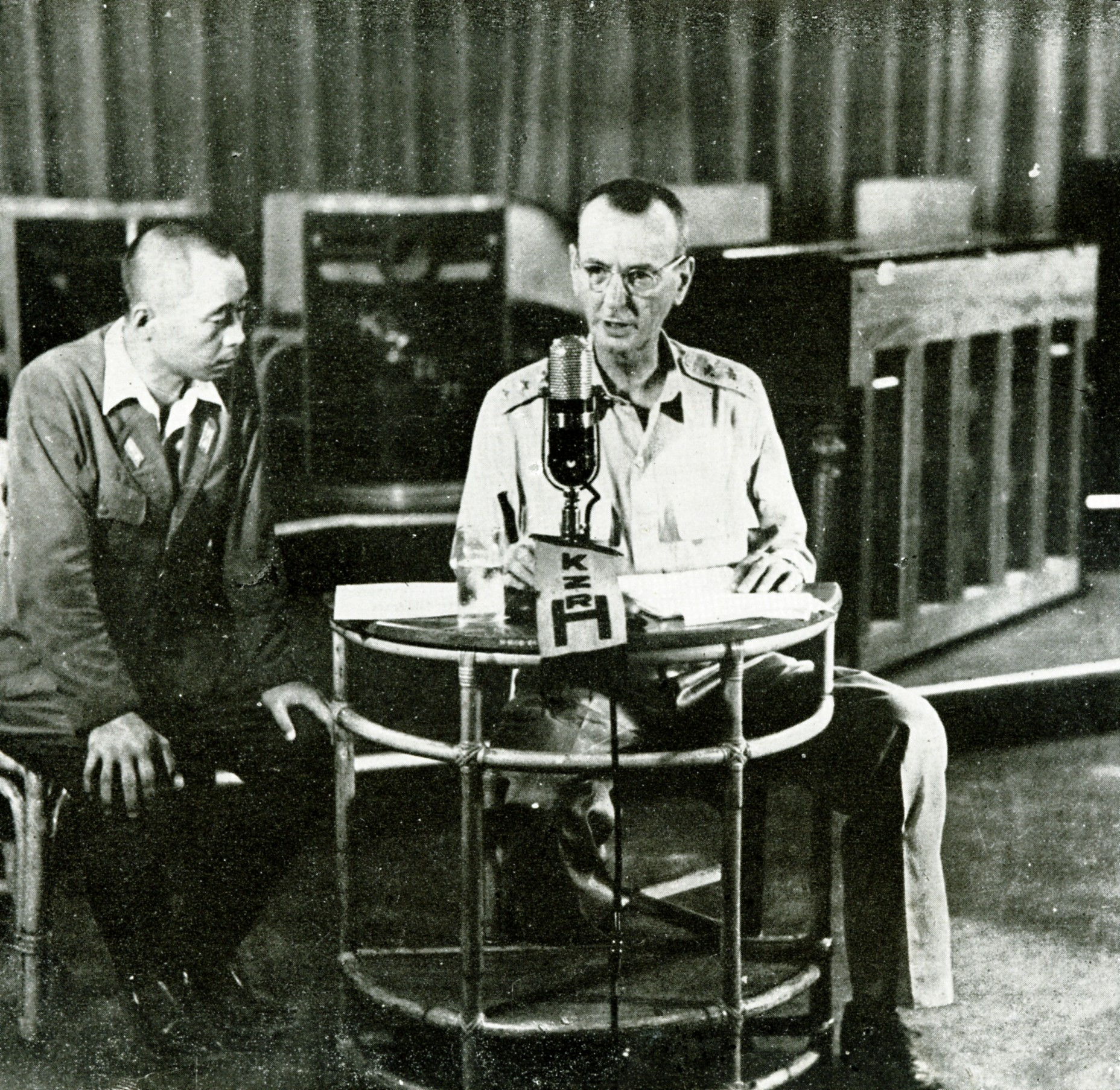
Wainwright ordena a rendição de Corregidor e das Filipinas vigiado por um censor militar japonês.

A conquista de Corregidor custou aos japoneses 900 mortos e 1200 feridos, enquanto os defensores sofreram 1 800 baixas, 800 delas em homens mortos. A derrota marcou a queda das Filipinas e da Ásia frente ao Japão, mas o cronograma de tempo estipulado pelo governo do Império Japonês para a conquista da Austrália e do resto do Pacífico foi tremendamente afetado pela demora em vencer a resistência aliada nas Filipinas. Estes meses a mais de resistência foram bem aproveitados pelos Aliados, que nas batalhas próximas na Nova Guiné e em Guadalcanal, melhor treinados e equipados, enfrentariam os japoneses em outras condições de combate.
Cerca de 4 000 dos 11 000 prisioneiros feitos pelos japoneses em Corregidor marcharam pelas ruas de Manila, em direção aos centros de detenção de criminosos comuns da capital, transformados em campos de concentração. O resto deles foi embarcado em trens para 
outros campos de prisioneiros pelo interior do país. Durante o curso da guerra, muitos deles foram transferidos para o Japão e usados em trabalho escravo. O general Wainwright foi enviado preso para a Manchúria. Alguns milhares foram libertados, a maioria em condições lastimáveis, quando da retomada das Filipinas pelas forças norte-americanas em 1945.
O general Douglas MacArthur tornou-se um grande herói para seus compatriotas, exceto, talvez, para os esfomeados e doentes homens de Corregidor e Bataan, enquanto o general Masaharu Homma, que conquistou as Filipinas em cinco meses em vez dos planejados dois, terminou sendo destituído de seu comando pelo governo imperial e condenado à morte em 3 de Abril de 1946 por crimes de guerra (ver marcha da morte).

## Defesas de Corregidor
- Forte Mills - ( a própria ilha de Corregidor)
- Baterias Cushing, Hanna, James e Keys - cada uma com dois canhões de tiro rápido de 76,2 mm
- Baterias Crockett, Cheney e Wheeler - cada uma com dois canhões de 305 mm
- Baterias Grubb - 2 canhões de 254 mm
- Bateria Eran e Smith - cada uma com 1 canhão de 305 mm
- Baterias Geary e Way - 8 e 4 morteiros de 305 mm, respectivamente [3]